# 张杰 (击剑运动员)
张杰（1978年1月8日—），男，中国击剑运动员。他在2000年夏季奥林匹克运动会击剑比赛中获得团体花剑银牌。他也曾参加过2001年夏季世界大学运动会和2002年亚洲运动会。